# 恩賜林
恩賜林（おんしりん）とは、明治末期に山梨県に下賜（恩賜）された山梨県内の元御料林の通称。現在は県有林で、管理の一部を恩賜県有財産保護組合（通称 恩賜林組合）などが行っている。

## 恩賜林の誕生と明治40年の大水害
江戸時代において山林は入会権を有する村落により管理されていたが、明治維新を経て1881年（明治14年）には山林を対象とした地租改正が実施され、大半の山林は国有林に区分された（林野官民有区分）。さらに、1889年（明治22年）には自由民権運動をうけた国家予算の国会承認導入を嫌った岩倉具視による国有財産の皇室財産化政策により、山林は皇室財産である御料林（ごりょうりん）となる。
林野官民有区分により入会権に基づいた村落の山稼ぎ（林業と狩猟）は制限されることとなり、生業において山林における山稼ぎが重要であった山梨県の山間部では、入会権を確固なものにするべく、当時組織されていた御料地入会組合や県議会を通じて入会山の払い下げ交渉を国と行っていた。明治期には入会活動が制限されたことに加え、県令・藤村紫朗の主導する殖産興業政策により山林の荒廃が進行し、明治期には大規模な水害が多発した。特に、1907年（明治40年）に発生した明治40年の大水害は県下一帯に被害を及ぼし、続く明治43年の大水害においても多大な被害が生じた。
こうした大水害による復興において、1911年（明治44年）3月11日に県内の御料林約16万4000ヘクタールが無償で山梨県に下賜された。この面積は山梨県全体の約3分の1にも及ぶ。山梨県では翌年の1912年（明治45年）以降、毎年3月11日を恩賜林記念日としている。

## 謝恩碑の建設

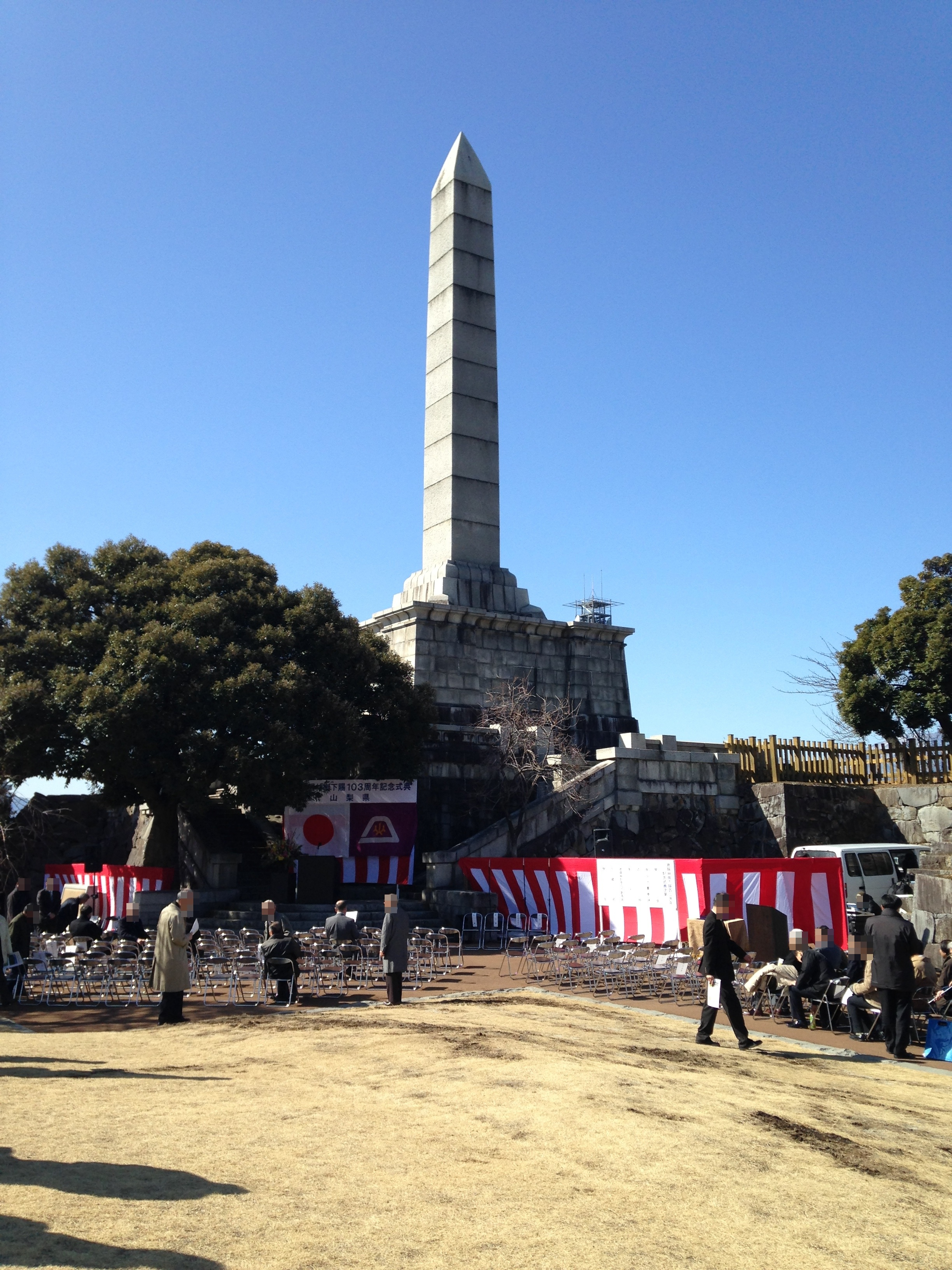
謝恩碑。下で行われているのは、恩賜林御下賜103周年記念式典。2014年3月11日撮影。

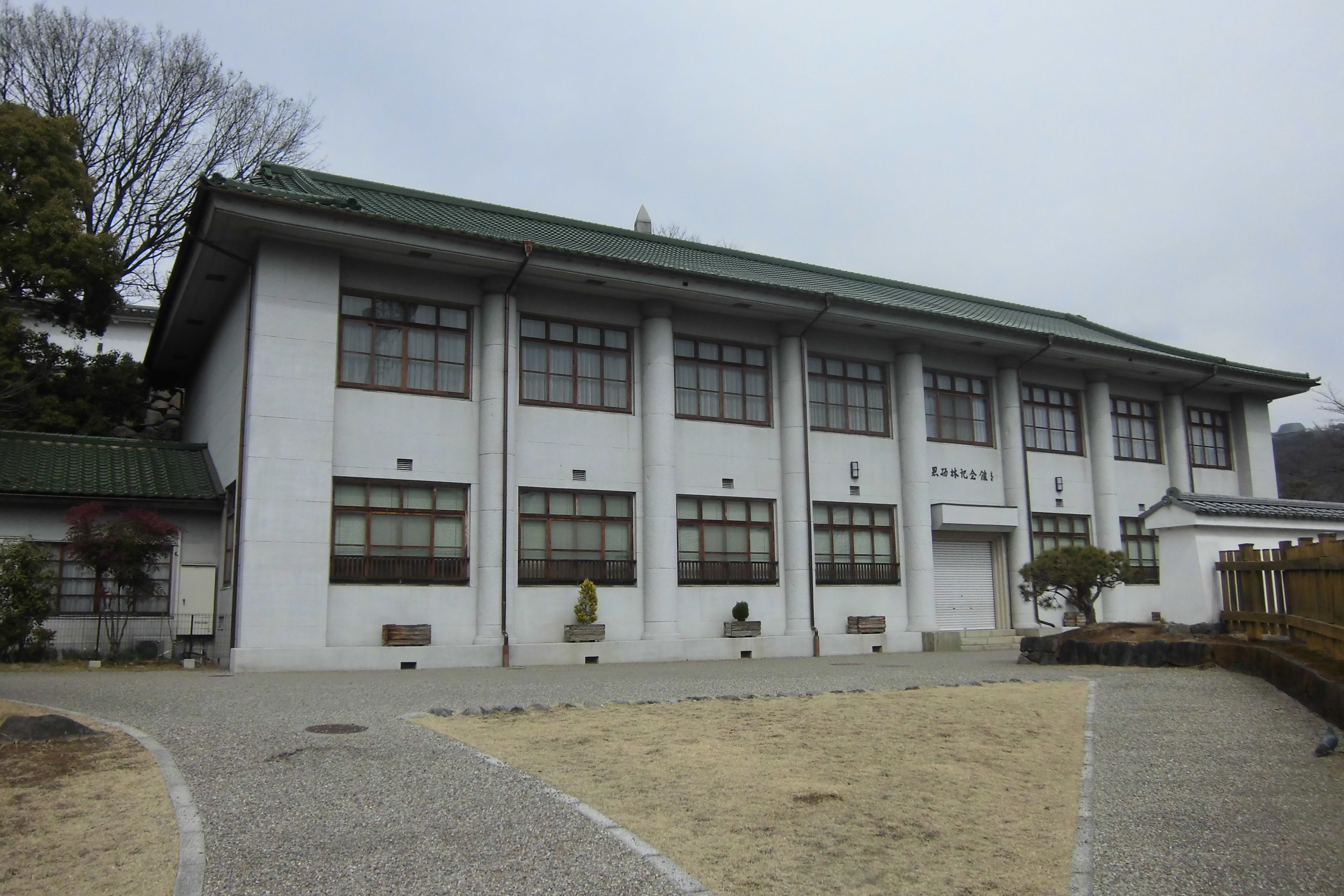
甲府城跡の恩賜林記念館

この御料林の下賜を記念して、1922年（大正11年）には甲府市中央の舞鶴城公園（甲府城跡）に謝恩碑（山梨県恩賜県有財産謝恩碑）が建立された。甲府城は明治初期に内堀・二ノ堀が埋め立てられ官公用地として開発されているが、謝恩碑は現存する遺構である本丸西隅に位置している。
謝恩碑は1917年（大正6年）の臨時県議会で建設が議決され、建設地は甲府城本丸跡の西南端に決まった。標高は305メートル。謝恩碑は工学博士・伊東忠太の設計で、完成までに3年、工費99524円を要した。碑高約18m、台座を含めた総高約30mの花崗岩製で、オベリスク型。
石材は東山梨郡神金村（甲州市）の恩賜林から切り出され、原石を「修羅」と呼ばれる木製のソリに載せ、さらにそれを県内で「かぐらさん」と呼称される巻上機で運搬した。

## 山梨県の林政と恩賜林
入会権の管理は自治体に移行されると共に、御料地入会組合は恩賜県有財産保護組合および保護財産区となり、現在は62の恩賜林組合と82の財産区および15の地方自治体が、12万1500ヘクタールの県有林を管理している。
大正・昭和恐慌期には県財政が悪化し、1915年（大正4年）からは県債発行とともに恩賜県有財産特別会計からの繰入金による財政の補填が行われた。戦時下には軍需用材や燃料、復興資材などの諸需要で過伐状態となり、終戦直後にも山林荒廃による水害が相次いだ。
戦後山梨県は農業県であることに加え立地や交通未整備の状況から産業の発達は阻害されており、県財政は慢性的な赤字状態となり1956年（昭和31年）には地方財政法の適用を受け財政再建団体となる。こうした状況のなか、山梨県では恩賜林特別会計から一般会計への繰入を行い、財政再建を達成した。
一方で、昭和40年代には農山村から都市部への人口流出や外材輸入の影響で林業が衰退し、山梨県知事・田辺国男の県政期には林政の転換をはかり、従来の木材生産を主とする林政から観光利用や自然保護など、多目的な山林利用に転換がなされた。
2011年は恩賜林下賜から100周年にあたるため、山梨県立博物館でシンボル展「やまなしの森と人」が開催されるなど各種イベントが開催され、11月には恩賜林御下賜100周年記念大会が催された。大会には当初明仁天皇の臨席と視察が予定されていたが、気管支炎で入院 したため、名代として皇太子が13、14日の両日にわたり職務を遂行した。

## 恩賜林の歌
1917年（大正6年）3月には、記念式典の式次第を定めて各郡市長や各学校長に通達し、式次第の中には記念日に相当する歌の合唱も定めたため、同年10月に山梨県教育会は歌詞の懸賞募集を実施した。この募集には100余点の応募作があり、甲府市に住む女性の作品が選ばれた。歌詞は文学博士芳賀矢一の校訂を受けた上で弘田龍太郎（東京音楽学校教授）が作曲し、『恩賜林記念日の歌』として制定された。制定以後、恩賜林記念日にはこの歌が小・中学校で歌われていたが、第2次世界大戦の終戦とともに学校教育が変化したため記念日の学校行事は行われなくなった。

## その他
山梨県富士河口湖町にある河口湖南中学校組合立河口湖南中学校は、校舎が地域の恩賜林組合である鳴沢・富士河口湖恩賜県有財産保護組合からの寄付で建設されるなど、恩賜林組合との関係が深い。このため一般的に恩賜林組合立河口湖南中学校と呼ばれていることがある。（正式名称は、河口湖南中学校組合立河口湖南中学校。）
また、同富士河口湖町にある山梨赤十字病院の建設費全額も、同恩賜林組合からの寄付によって賄われた。